# La Tasse de thé (Derain)
Pour les articles homonymes, voir La Tasse de thé.
La Tasse de thé est un tableau réalisé par le peintre français André Derain vers 1935. Cette huile sur toile est le portrait d'une jeune femme qui rêvasse devant un livre ouvert et une tasse de thé. Elle fait partie des collections du musée national d'Art moderne et a été mise en dépôt au musée d'Art moderne et contemporain de Saint-Étienne Métropole depuis le 25 octobre 2000.